# Románok
A románok (régiesen: oláhok) a román nyelvet beszélő, Közép-, Kelet- és Délkelet-Európában élő nép.
A románok teljes számát 23,8 millió (a moldávokkal együtt) főre teszik. A románok legjelentősebb számban Romániában (kb. 17 millió fő) élnek, ezenkívül kb. félmillióan élnek a Romániával és Moldovával szomszédos országokban, és kb. 2 millióan szerte a világon. A Moldovában élő mintegy 3 millió románul beszélő moldávot sokan szintén a románság részének tartják, bár ők önmagukat külön népnek tekintik.

## Elnevezéseik
A románok középkori külföldi elnevezése a vlach (ejtsd: vlah) volt, akárcsak több ma is élő balkáni népcsoportnak (arománok, balkáni vlachok). A magyar oláh elnevezés a vlach szóból származik, és a románokat jelölték vele a Magyar Királyságban. A magyar nyelvben a román szó újkori neologizmus (a románok önmagukra alkalmazott român nyomán), amely a történeti oláh helyett erdélyi románok követelésére, az 1849. július 21-i nemzetiségi törvénytervezetben szerepelt először. Ha egyébként a románok magukra használt saját neve – az eredeti rumân változat – régen (pl. az Árpád-korban) átkerült volna a magyar nyelvbe, akkor azt ma bizonyára romony alakban használnánk (Székelyföldi nyelvjárásban előfordul régiesen a "romány" szó). A népnév kései, esetleges magyar átvételei rumun, rumuny, rumuj változatokban tűnnek fel.
A 19. század közepétől az oláh népnév háttérbe szorult; inkább gúnyos, megvető hangsúlyt kapott. A 20. század végén újra elterjedt egyes körökben, a kifejezést használók főként a magyarellenes románokat nevezik így.
A szó germán eredetű (eredeti jelentése: idegen), de a magyarba szláv közvetítéssel érkezhetett. A középkorban pásztort, főleg hegyvidéki téli-nyári szállásváltó (transzhumáló) pásztorokat nevezték még így, függetlenül azok nyelvi és etnikai hovatartozásától. Így nemcsak a románok őseit, de általánosságban a különböző szláv pásztorokat, bolgár pomákokat, a török jörüköket és a görök karakacsánokat is. Emiatt soha nem egyértelmű, hogy egyes szerzők vagy források pontosan kiket értenek a vlachok alatt.
Önmagukat a „római” jelentésű ruman névvel jelölték, a nyelvük latin (római) eredete miatt. (A Bizánci Birodalom lakói ugyancsak rómaiaknak nevezték magukat, birodalmukat pedig szintén Romániának.) Ebből származik a románok elnevezés, amelyet a 19. századtól, Románia állam megalakításától használnak más nyelveken is a nép elnevezésére.

## A románok eredete
A románok eredetével kapcsolatban két elméletet kell megemlíteni. Az egyik a dák–római folytonosság elmélete, a másik pedig a bevándorlás elmélete.
A dák-római folytonosság:
Az elmélet a 19. századi nemzeti mozgalmak/nacionalista törekvések idején alakult ki, és ez képezi a jogalapját Erdély Romániához való tartozásának (ezt megelőzte a románok tiszta római eredet-elmélete, amit a 18. századi Erdélyi Iskola /Școala Ardeleană/ mozgalom tagjai foglamaztak meg először, de már a humanizmus idején megjelent elszórtan erdélyi, moldvai vagy olasz íróknál, pl Mátyás udvarában). Lényege, hogy a mai románok ősei az ókori dákok és római telepesek összeolvadásából kialakult nép. A dákokat Traianus római császár a II. század elején győzte le, és nagyszámú római telepest irányítottak a tartományba, akiknek számár a későbbi veterán katonák letelepedésével gyarapítottak. A terület (a mai Erdély, Kelet-Bánság és Havasalföld nyugati fele) Dacia néven a Római Birodalom provinciája lett, és 165 évig az is maradt. Az elmélet szerint a legyőzött dákok átvették a római telepesek latin nyelvét, és életmódját, majd később, a két nép keveredéséből alakultak ki a mai románok. A hivatalos román álláspont ezt az elméletet támogatja. Az elméletnek van egy alváltozata, ami egy átmenet a folytonosság- és a bevándorlás-elmélet között, az ún. hozzávándorlás elmélet (teoria admigrării, lásd N. Pippidi írásait). Továbbá, átmenetinek tekinthetők azok az elméletek is, amelyek a románokat (mindegyik dialektusát, az északi vagy dákoromán, aromán, meglenoromán és isztroromán nyelveket) az egész keleti római birodalom neolatin nyelvű népessége utódainak tartják, a mára már kihalt dalmátokkal együtt.
A bevándorlás-elmélete (Rösler-elmélet):
Ez az elmélet is a 19. században keletkezett, megalkotója az osztrák Eduard Robert Rösler. Az elmélet szerint a románok az egykori balkáni római lakosság leszármazottai, és őshazájuk a Dunától délre, valahol a mai Albánia, és Nyugat-Macedónia, az Ohridi-tó környékén keresendő. A vulgáris-latin nyelvet beszélő római lakosság, a Római Birodalom összeomlása után a betörő szlávok elől menekülve a jobban védhető délebbi hegységekbe menekült. Itt a mai albánok ősei között telepedtek le, akiktől átvették azok hagyományos pásztorkodó életmódját, és az ahhoz tartozó szókincset. Később innen rajzottak ki, és népesítették be a balkáni területeket. Az arománok ősei a thesszáliai Kis-Vlachiát, a románok ősei Havasalföldet, Moldvát, és Erdélyt, míg egy harmadik csoport, az isztrorománok a mai Horvátország területén telepedtek le. A magyar történészek, és számos nemzetközi történész is ezt az elméletet támogatja. Magyar részről Schütz István és Kristó Gyula foglalkozott részletesen a kérdéssel míg, nemzetközi szinten Noel Malcolm, és Gottfried Schramm nevét fontos megemlíteni.

## A románok története
A románok többségében az ortodox, kisebb részben a görögkatolikus kereszténységet vették fel. A déli dialektus beszélő arománok első állama a thesszáliai Kis-Vlachia volt. A románoknak szerepük volt a második bolgár cárság újraalapításában 1185-ben, amelyet az elején "Imperium Vlachorum and Bulgarorum" névvel illettek, Asan (Ioniță) cár is állítólagosan vlach/román etnikumú volt. A Dunától délre és északra, a 9. századtól hosszú ideig az első bolgár cárság uralta a mai Románia területeinek nagy részét, akiktől Dél-Erdélyt a magyarok 930 körül elhódították (Bălgrad/Gyulafehérvár központtal, amely később megmaradt az Erdélyi Vajdaság központjának, majd a Fejedelemség fővárosa lett). Önálló államként először Havasalföld (1290-1330) végül később attól északra létrejött Moldva (1345-1359). Havasalföld és Moldva a 16. századig területileg független, politikailag viszont időnként a Magyar Királyság és a Lengyel Királyság hűbéresei, majd több mint három évszázadon át az Oszmán Birodalom fennhatósága alatt álltak, de belső autonómiával rendelkeztek. A tatárjárástól kezdődően, több hullámban érkezve számos román telepedett le Erdélyben, aminek következtében ezen országrész etnikai arányai, főleg a török hódoltság alatt és után fokozatosan átalakultak.
A mai Románia területén élő népcsoportok saját magukat român/rumân-nek nevezték a középkorban is (da dșl Balkțnon az arumun, arm(o)mân), Havasalföld román neve Țara Românească (jelentése: Románország volt, pl, Magyarországot románul Țara Ungurească és nem a modern Ungaria névvel illették). A különböző nyelvekben a „román” /Romanian megnevezés körülbelül 200 éve jelent meg. A 18. század végén és a 19. század elején végbement politikai változások során, az Osztrák birodalom megpróbálta „összeugrasztani” az Erdélyi Nagyfejedelemség etnikumait, hogy belülről gyengítse őket, így ne kelljen tartania a magyarok és oláhok (románok) összefogásától és esetleges függetlenségi törekvéseitől. Az Erdélyi Iskola mozgalom vezetői, a román triászként is emlegetett Șincai, Maior, Micu-Clein ez időben Bécsben tanítottak a románok római eredetének elméletéről, melynek fő célja az oláh nép (románok) nemzeti öntudatának megteremtése, emancipációja volt. Ekkor fogalmazódott meg a római-román kontinuitás elmélete, ami az Erdélyhez való jogukat erősítette meg (már korábban is megjelent a humanistáknál, de nem kovácsolódott elméletté, Grigore Ureche krónikás híres mondatát szokták idézni a 17. század elejéről: "Rumânii, câți se află locuitori in Țara Ungurească, Ardeal și Maramoroșu, sunt de la un loc cu Moldovenii, și toți de la Râmi se trag". Fordítás: „Az románok, akik Magyarországon, Erdélyben és Máramarosban élnek, egyfélék a moldvaiakkal, és mind a rómaiaktól származnak”).
Több neves európai történész az oláh (román) nép történelmét más oldalról közelíti meg: 271-ben Dáciát kiürítik, a kiürítés után a területet gótok, gepidák, hunok, majd avarok foglalják el. az Avar Birodalom bukása után a bolgárok népesítik be a mai Románia területét a 7. században, a bolgárokat a magyarok követik.
A románokról (oláhokról) először egy 1015-ben íródott krónikában olvashatunk, de nem a Duna vonalától északra, hanem délre: II. Baszileiosz bizánci császár 1015-ben döntően levervén a bolgárokat és vlah/oláh segítőiket – görögül: vlachos – az ochridai érsekség egyházi fennhatósága alá helyezte. Ochrida pedig Albániától délkeletre fekszik.
Vannak olyan feltételezések (lásd Vékony Gábor), hogy a vlach/oláh (román) nép a Balkán déli részén alakult ki, ahonnan a 12-13. században, nyájaikat terelve telepedtek meg Havasalföld és Erdély területén. Státuszukat a vlach jog legalizálta. Azonban az új Jirecek vonaltól délre a Balkán félszigeten a görög nyelv dominált, és az északi román dialektudban nincsenek jelentős számban abból a korból (8-10 század) származó görög jövevényszavak. A legvalószinűbb, hogy a románok az egész keletrómai birodalom későrómai népességének leszámazottjai a dalmátok mellett (beleértve a valamikora Trajanusz féle római telepesek leszármazottjait is), és a szlávok délkelet-európai inváziója nyomán három fő részre szakadtak, egymástól elszigetelődve: nagy többségük a Duna mentén, főleg a Timok völgye irányába tömörült, valamint a Dunától északra, Kárpátokba telepedett/élt, a déliek egészen Thesszáliáig menekültek, mások Dalmáciába és Isztriába telepedtek át, a többi pedig beolvadt a szlávok (szerbek, bolgárok) nagy tömegébe.

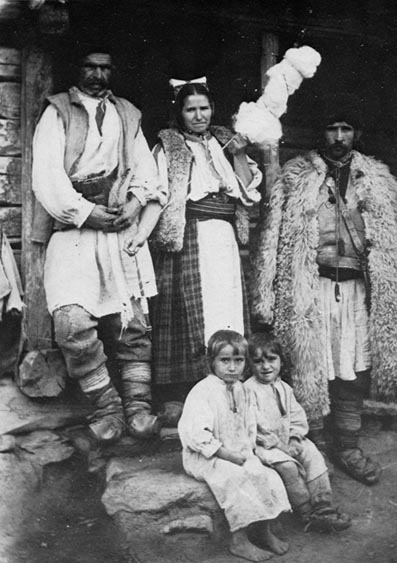
Román parasztcsalád Kékesfalva (Meria) faluban 1911-ben

A 18. századtól kezdve elindult a románok nemzetté válása, és önállósodási törekvése, ennek része volt a Hória-féle lázadás (Horia = Nicola Ursu din Albac), majd az 1848-49-es szabadságharcban önálló mozgalmat szerveztek, és szembefordulva a magyar forradalmárokkal (Erdély uniója miatt), a császári seregek oldalán való részvétel mellett döntöttek. 1859-ban a függetlenné vált Moldva és Havasalföld egyesülésével létrejött új állam, „Románia” később, a nemzetközi elismerést megszerezve felveszi a Román Királyság nevet. Ugyanakkor megjegyzendő, hogy a „Romania” megnevezést a középkori Bizánci (Latin) császárságra is használták. A román nyelv írásmódja a közepkortól 1860-ig a román cirill ábécé volt, ekkor tértek át a latin írásra.
A 20. század elején Erdélyben a románok összlakosságon belüli aránya már meghaladta az 50%-ot. 1920-ban Besszarábiát, Bukovinát, Erdélyt, a Partiumot és a Bánság keleti felét is Romániához csatolták. Észak-Bukovina és Besszarábia Szovjetunióhoz való hozzácsatolása után 1945-ben kialakult a mai Románia területe. Ezután Románia szocialista állammá vált. 1965-ben Ceaușescu átvette a hatalmat, és a szovjet érdekszférán belül igen egyedülálló rendszert épített ki, amelyet 1989-ben a romániai forradalom elsöpört. Romániát 2007-ben az Európai Unió felvette tagjai sorába.

## A magyarországi román nemzetiség
A trianoni békeszerződés előtti Magyarországon a legnagyobb lélekszámú kisebbséget alkották (kb. 2,8 millió fő). Magyarország mai területén a 2001-es népszámlálás adatai szerint kb. 10 000 fő vallotta magát román nemzetiségűnek, illetve román anyanyelvűnek. Főként az ország keleti részében élnek. Néhány jelentősebb település, ahol románok laknak: Kétegyháza (Chitighaz), Elek (Aletea), Gyula (Giula), Méhkerék (Micherechi), Magyarcsanád (Cenadul Unguresc).
A bolgár időkre emlékeztet a későbbi történelmi Magyar Királyság három Fehérvárra magyarosított helységneve, későbbi fővárosa: Nándor- (azaz bolgár)-, Székes- (koronázó) és Gyula-Fehérvár. A románok utóbbit Bălgrad-nak hívták, vagyis bolgárul (bălgarski<volgai türkök).